# Andrea Guatelli
Andrea Guatelli, né le 5 mai 1984 à Parme, est un footballeur italien qui évolue au poste de gardien de but.

## Biographie

### En club
Andrea Guatelli est formé au Parme AC jusqu'à intégrer l'équipe première lors de la saison 2001-2002 mais n’apparaît pas une seule fois sous le maillot parmesan lors de ses deux premières saisons au club. Lors de la saison 2003-2004, il est prêté à lUS Fiorenzuola qui évolue en Serie D, la quatrième division italienne. Il prend part à trente-quatre rencontres et contribue à la sixième place, échouant de peu à se qualifier pour les séries éliminatoires d'accession à la division supérieur.
À l'été 2004, il est transféré au Portsmouth FC, nouvellement promu en Premier League. Il ne prend part à aucune rencontre lors des deux premières saisons et demi, jouant uniquement avec l'équipe réserve du club. En mars 2006, il est prêté à Oxford United où il est utilisé à quatre reprises dans le championnat de Football League Two, la quatrième division anglaise.
En janvier 2007, il est prêté avec option d'achat au FC Zurich en Super League. L'option d'achat est levée l'été suivant et il joue son premier match sous ses nouvelles couleurs en Coupe UEFA le 6 décembre 2007, contre le FK Spartak Moscou. Après avoir été champion de Suisse en 2009, il gagne du temps de jeu lors de la saison 2010-2011.
En Janvier 2014, il signe en faveur du FC Chiasso où il joue régulièrement.

## Statistiques
Le tableau ci-dessous retrace la carrière de Andrea Guatelli depuis ses débuts :
| Saison                | Club                  | Championnat           | Championnat | Championnat | Coupe(s) nationale(s) | Coupe(s) nationale(s) | Compétition(s) continentale(s) | Compétition(s) continentale(s) | Compétition(s) continentale(s) | Total | Total |
| Saison                | Club                  | Division              | M.          | B.          | M.                    | B.                    | Comp.                          | M.                             | B.                             | M.    | B.    |
| 2005-2006             | Oxford United (prêt)  | Football League Two   | 4           | 0           | -                     | -                     | -                              | -                              | -                              | 4     | 0     |
| 2006-2007             | FC Zürich             | Super League          | -           | -           | -                     | -                     | -                              | -                              | -                              | 0     | 0     |
| 2007-2008             | FC Zürich             | Super League          | 3           | 0           | -                     | -                     | C3                             | 1                              | 0                              | 4     | 0     |
| 2008-2009             | FC Zürich             | Super League          | 3           | 0           | 4                     | 0                     | -                              | -                              | -                              | 7     | 0     |
| 2009-2010             | FC Zürich             | Super League          | 5           | 0           | 1                     | 0                     | C1                             | 1                              | 0                              | 7     | 0     |
| 2010-2011             | FC Zürich             | Super League          | 23          | 0           | -                     | -                     | -                              | -                              | -                              | 23    | 0     |
| 2011-2012             | FC Zürich             | Super League          | 2           | 0           | 2                     | 0                     | C3                             | 2                              | 0                              | 6     | 0     |
| 2012-2013             | FC Zürich             | Super League          | -           | -           | -                     | -                     | -                              | -                              | -                              | 0     | 0     |
| 2013-2014             | FC Chiasso            | Challenge League      | 11          | 0           | -                     | -                     | -                              | -                              | -                              | 11    | 0     |
| 2014-2015             | FC Chiasso            | Challenge League      | 27          | 0           | -                     | -                     | -                              | -                              | -                              | 27    | 0     |
| 2015-2016             | FC Chiasso            | Challenge League      | 28          | 0           | -                     | -                     | -                              | -                              | -                              | 28    | 0     |
| 2016-2017             | FC Chiasso            | Challenge League      | 17          | 0           | -                     | -                     | -                              | -                              | -                              | 17    | 0     |
| Total sur la carrière | Total sur la carrière | Total sur la carrière | 123         | 0           | 9                     | 0                     | -                              | 4                              | 0                              | 136   | 0     |

## Palmarès
Andrea Guatelli est champion de Suisse en 2009 avec le FC Zurich.